# ROKS Cheonan (FFG-826)
Pour les articles homonymes, voir ROKS Cheonan.
La ROKS Cheonan (FFG-826) est une frégate de la marine de la république de Corée, septième navire de la classe Daegu. Elle est nommée d’après la ville de Cheonan.

## Conception
La classe Daegu est une variante améliorée des frégates de classe Incheon. Les modifications apportées à la classe Incheon comprennent un système de sonar à réseau remorqué TB-250K et un système de lancement vertical coréen (K-VLS) à 16 tubes, capable de déployer le K-SAAM, le missile anti-sous-marin Hong Sang Eo et les missiles de croisière tactiques d’attaque terrestre Haeryong.
La conception de la coque est globalement basée sur celle de la classe Incheon. Cependant, dans le cadre des modifications du système d'armes, la superstructure a été considérablement modifiée. Le hangar et le pont d'envol pour hélicoptère ont été agrandis pour permettre l’exploitation d’un hélicoptère de 10 tonnes,.

## Carrière
La ROKS Cheonan a été construite par Hyundai Heavy Industries (HHI) et lancée le 9 novembre 2021, lors d’une cérémonie organisée au chantier naval de Hyundai Heavy Industries à Ulsan. Ce qui rend cette frégate spéciale, c’est qu’elle porte le nom de la ROKS Cheonan (PCC-772), une corvette de classe Pohang qui a été torpillée 11 ans plus tôt, le 26 mars 2010, près de la ligne de limite du Nord, la frontière maritime entre la Corée du Nord et la Corée du Sud. Le naufrage, dont la Corée du Sud accuse le Nord, a coûté la vie à 46 marins sud-coréens et en a blessé 58 autres. La Corée du Nord continue de nier toute implication dans l’incident, mais une équipe d’enquête internationale réunie par la Corée du Sud a déterminé que la cause la plus probable du naufrage était une torpille lancée par un sous-marin de poche nord-coréen. Certains pensent que le naufrage du Cheonan a été orchestré par le Bureau général de reconnaissance de la Corée du Nord, le service de renseignement nord-coréen à l’étranger, peut-être avec la participation de Kim Jong Un, l’actuel dirigeant de la Corée du Nord qui était alors le successeur désigné de son père Kim Jong Il.
Les survivants ont été invités à la cérémonie de lancement, mais ils ont décliné l’invitation pour protester contre une décision rendue par la Commission coréenne des normes de communication. Selon la Commission, huit vidéos postées sur YouTube qui diffusent des théories du complot sur le naufrage du ROKS Cheonan ne violent pas les normes de la Commission.
La ROKS Cheonan a été mise en service le 19 mai 2023. Le vice-amiral Kim Myung-soo, commandant de la flotte de la marine de la république de Corée, a déclaré à cette occasion : « La nouvelle Cheonan, qui a été lancée avec le patriotisme et la fierté nationale des 46 marins tombés au combat, effectuera pleinement ses patrouilles maritimes et d’autres missions en tant que force clé de la marine de la république de Corée. » Après la remise officielle de la ROKS Cheonan, il n'y a plus que la ROKS Chuncheon (FFG-827), la huitième et dernière et frégate de classe Daegu, qui reste à livrer à la marine de la république de Corée.